# Hypoderma
Hypoderma is een geslacht van vliegen uit de familie van de horzels (Oestridae).

## Soorten
- H. actaeon Brauer, 1858
- H. bovis

Runderhorzel Linnaeus, 1758
- H. diana Brauer, 1858
- H. lineatum (Villers, 1789)
- H. lineatus (Villers, 1789)
- H. tarandi (Linnaeus, 1758)